# Royal Bank Cup
Der Royal Bank Cup ist eine Eishockeytrophäe, die erstmals seit 1996 jährlich an den Gewinner der Canadian Junior Hockey League (CJHL) vergeben wird. Die CJHL ist die der Canadian Hockey League unterstehende, zweithöchste kanadische Juniorenliga.
Die Trophäe erhält derzeit die Mannschaft, die als nationaler Gewinner zwischen den Siegern des Fred Page Cup (Meister der Eastern Conference), des  Dudley Hewitt Cup (Meister der Central Conference), des Anavet Cup (Meister der Western Conference), des Doyle Cup (Meister der Pacific Conference) und einer gastgebenden CJHL-Mannschaft ermittelt wird. Die Meister der vier Conferences werden zuvor in Play-offs der zehn zur CJHL gehörenden Ligen ausgespielt. Zwischen 1971 und 1995 wurde der Meister an Stelle des Royal Bank Cups mit einer Trophäe namens Manitoba Centennial Cup belohnt.

## Geschichte
Als die Canadian Amateur Hockey Association im Jahr 1970 das Ligasystem reformierte und zwei separate Juniorenligen erster und zweiter Klasse einführte, stiftete die Manitoba Amateur Hockey Association zum Gedenken ihres 100-jährigen Bestehens den Manitoba Centennial Cup für den Gewinner der neuen zweithöchsten Juniorenliga, da der bisherige Memorial Cup bis heute exklusiv an den Gewinner der höheren Canadian Hockey League vergeben wird. 
Erster Gewinner der neuen Trophäe waren die Red Deer Rustlers aus der Alberta Junior Hockey League, die die Charlottetown Islanders aus der Island Junior Hockey League im Finale besiegten. 1995 waren die ebenfalls aus der AJHL stammenden Calgary Canucks die letzten Gewinner des kurz Centennial Cup genannten Pokals, die sich gegen die Gloucester Rangers aus der CJHL durchsetzten.
Der den Manitoba Centennial Cup ersetzende Royal Bank Cup wurde erstmals im Mai 1996 in Melfort in der Provinz Saskatchewan präsentiert. Jede zweitklassige kanadische Juniorenliga schickte ihren regionalen Meister ins Rennen, um sich für die Teilnahme am Royal Bank Cup Turnier zu qualifizieren. Der erste Sieger der Trophäe waren die Vernon Vipers aus der British Columbia Hockey League. Seit der ersten Turnieraustragung spielen die vier regionalen Meister und eine gastgebende Mannschaft um den Pokal.

## Trophäengewinner
| Jahr | Team                        | Liga              |
| ---- | --------------------------- | ----------------- |
| 2020 | nicht ausgetragen           | nicht ausgetragen |
| 2019 | Brooks Bandits              | AJHL              |
| 2018 | Chilliwack Chiefs           | BCHL              |
| 2017 | Cobourg Cougars             | OJHL              |
| 2016 | West Kelowna Warriors       | BCHL              |
| 2015 | Portage Terriers            | MJHL              |
| 2014 | Yorkton Terriers            | SJHL              |
| 2013 | Brooks Bandits              | AJHL              |
| 2012 | Penticton Vees              | BCHL              |
| 2011 | Pembroke Lumber Kings       | CCHL              |
| 2010 | Vernon Vipers               | BCHL              |
| 2009 | Vernon Vipers               | BCHL              |
| 2008 | Humboldt Broncos            | SJHL              |
| 2007 | Aurora Tigers               | OPJHL             |
| 2006 | Burnaby Express             | BCHL              |
| 2005 | Weyburn Red Wings           | SJHL              |
| 2004 | Aurora Tigers               | OPJHL             |
| 2003 | Humboldt Broncos            | SJHL              |
| 2002 | Halifax Exports             | MJAHL             |
| 2001 | Camrose Kodiaks             | AJHL              |
| 2000 | Fort McMurray Oil Barons    | AJHL              |
| 1999 | Vernon Vipers               | BCHL              |
| 1998 | South Surrey Eagles         | BCHL              |
| 1997 | Summerside Western Capitals | MJAHL             |
| 1996 | Vernon Vipers               | BCHL              |

| Jahr | Team                                    | Liga  |
| ---- | --------------------------------------- | ----- |
| 1995 | Calgary Canucks                         | AJHL  |
| 1994 | Olds Grizzlys                           | AJHL  |
| 1993 | Kelowna Spartans                        | BCHL  |
| 1992 | Thunder Bay Flyers                      | USHL  |
| 1991 | Vernon Vipers/Vernon Lakers             | BCHL  |
| 1990 | Vernon Vipers/Vernon Lakers             | BCHL  |
| 1989 | Thunder Bay Flyers                      | USHL  |
| 1988 | Notre Dame Hounds                       | SJHL  |
| 1987 | Richmond Sockeyes                       | BCHL  |
| 1986 | Penticton Vees/Penticton Knights        | BCHL  |
| 1985 | Couchiching Terriers/Orillia Travelways | OJHL  |
| 1984 | Weyburn Red Wings                       | SJHL  |
| 1983 | North York Rangers                      | OJHL  |
| 1982 | Prince Albert Raiders                   | SJHL  |
| 1981 | Prince Albert Raiders                   | SJHL  |
| 1980 | Red Deer Rustlers                       | AJHL  |
| 1979 | Prince Albert Raiders                   | SJHL  |
| 1978 | Guelph Platers/Guelph Holody Platers    | OPJHL |
| 1977 | Prince Albert Raiders                   | SJHL  |
| 1976 | Rockland Nationals                      | CJHL  |
| 1975 | Spruce Grove Mets                       | AJHL  |
| 1974 | Selkirk Steelers                        | MJHL  |
| 1973 | Portage Terriers                        | MJHL  |
| 1972 | Guelph Platers/Guelph CMC’s             | SOJHL |
| 1971 | Red Deer Rustlers                       | AJHL  |

## Häufigste Sieger nach Provinz/Region
| Platz | Liga                                     | Meisterschaften |
| ----- | ---------------------------------------- | --------------- |
| 1     | British Columbia                         | 14              |
| 2     | Ontario (NOJHL, OJHL, SIJHL, CJHL, CCHL) | 11              |
| 3     | Saskatchewan                             | 10              |
| 4     | Alberta                                  | 9               |
| 5     | Manitoba                                 | 3               |
| 6     | Maritime Provinces                       | 2               |
| 7     | Québec                                   | 0               |